# نینا (رمان)
نام رمانی از ثابت رحمان که در سال ۱۹۴۹ نگارش یافت.
این رمان در رابطه با مبارزات انقلابی کارگران و زحمتکشان باکو در سالهای ۱۹۰۱-۱۹۰۴ است.
نام این رمان، از چاپخانه‌ای به همین نام گرفته شده که مخفی بود و بعدها به موزه تبدیل شد.